# Tenacious D

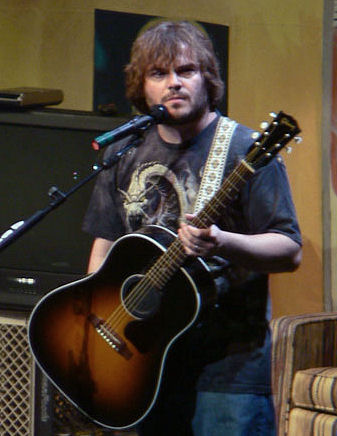
Jack Black (2006)

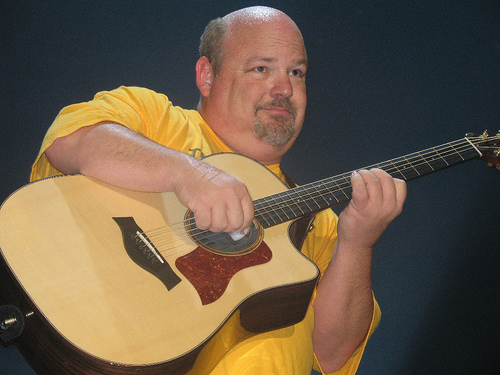
Kyle Gass

Tenacious D ist ein komödiantisches Rock-Duo, bestehend aus Kyle Gass und Jack Black. Beide sind sowohl Musiker als auch Schauspieler.

## Geschichte
Kyle Gass und Jack Black trafen sich zum ersten Mal beim Theaterfestival „Edinburgh Fringe“. Gass war damals rund 29 und Black 20 Jahre alt, beide waren zu dieser Zeit Mitglieder der Theatergruppe The Actors Gang aus Los Angeles. Gass brachte Black das Gitarrespielen bei und schlug, beeindruckt durch Blacks gute Gesangsfähigkeit, vor, eine Band zu gründen.
Der Bandname wurde von einem Ausdruck abgeleitet, mit dem der Sportreporter Eaven Harters die hartnäckige Abwehr („tenacious defense“) der Basketballmannschaft New York Knicks beschrieb. Der Name wurde bei ihrem ersten Liveauftritt im Jahr 1994 endgültig vom Publikum gewählt. (Zur Auswahl standen außerdem noch: Pets or Meat, Balboa’s Biblical Theatre und The Axe Lords Featuring Gorgazon’s Mischief.) Bei diesem Auftritt wurden sie von David Cross entdeckt, der sie für seine Sketch-Comedy-Fernsehserie Mr. Show engagierte.

### Fernsehserien und Auftritte (1997 bis heute)
Tenacious D gaben ihr Debüt in einer Folge von Mr. Show im Jahr 1997. Danach wurden sechs Episoden mit ihnen gedreht, von denen aber nur zwei im Jahr 1997 ausgestrahlt wurden. Die letzten vier Folgen wurden erst im Sommer 2000 gesendet. Die Band wurde in den Folgen sehr stark in den Mittelpunkt gerückt. Der Inhalt war die Geschichte einer Band, die versucht, Erfolg im Musikgeschäft zu haben. Viele der Lieder, die sich auf dem ersten Album Tenacious D befinden, wurden in den Fernsehsendungen uraufgeführt. Auch gab es Songs, die bis heute nicht veröffentlicht wurden.
Bei einem Konzert im Viper Room in Los Angeles trafen Tenacious D Dave Grohl von den Foo Fighters, der von der Musik und dem Können der beiden beeindruckt war. Dies führte zu einem Cameo-Auftritt im Foo-Fighters-Video Learn To Fly. Auch gewann die Band dadurch an Popularität und wurde als Vorband – zum Beispiel für Beck, Pearl Jam und die Foo Fighters – engagiert.
2002 hatten Tenacious D einen Auftritt in dem Videoclip zu Push der Band DIO. Seitdem bestand ein lockerer Kontakt zu deren Gründer und Namensgeber Ronnie James Dio bis zu dessen Tod im Jahr 2010. So spielt sich Dio im Film Kings of Rock – Tenacious D selbst. Zudem wurden einige Verweise auf die Songs von DIO in den Film eingebaut.
Am 23. Oktober 2010 spielte Tenacious D im Abschlussevent der Blizzcon, der in Anaheim stattfindenden Hausmesse von Blizzard Entertainment.
Im Jahr 2012 traten sie beim Festival Rock am Ring und bei Rock im Park auf. Dies waren ihre ersten Auftritte in Deutschland, auf die im Herbst 2012 eine Deutschlandtour folgte.
Ebenfalls hatten Tenacious D im Jahr 2013 am Open Air Gampel ihren ersten Auftritt in der Schweiz und am FM4 Frequency Festival in St. Pölten in Österreich.
Des Weiteren traten Tenacious D im Jahr 2016 trotz schweren Unwetters auf Drängen der Fans bei Rock am Ring in Mendig auf.
In den Jahren 2019 sowie 2023 traten sie erneut bei den Festivals Rock am Ring und Rock im Park auf.
Im Juli 2024 brach Jack Black eine laufende Tournee ab. Grund war eine Äußerung von Kyle Gass zum Attentat auf den US-Präsidentschaftskandidaten Donald Trump. Bei einem Auftritt in Sydney am 14. Juli 2024 hatte Black Gass gebeten, sich etwas zu wünschen. Dieser hatte daraufhin geantwortet: „Bitte Trump das nächste Mal nicht verfehlen.“ Black informierte daraufhin via Instagram: „Nach viel Nachdenken finde ich es nicht angebracht, die Tournee von Tenacious D fortzusetzen, und alle zukünftigen kreativen Pläne sind erst mal gestoppt.“

### Das erste Album

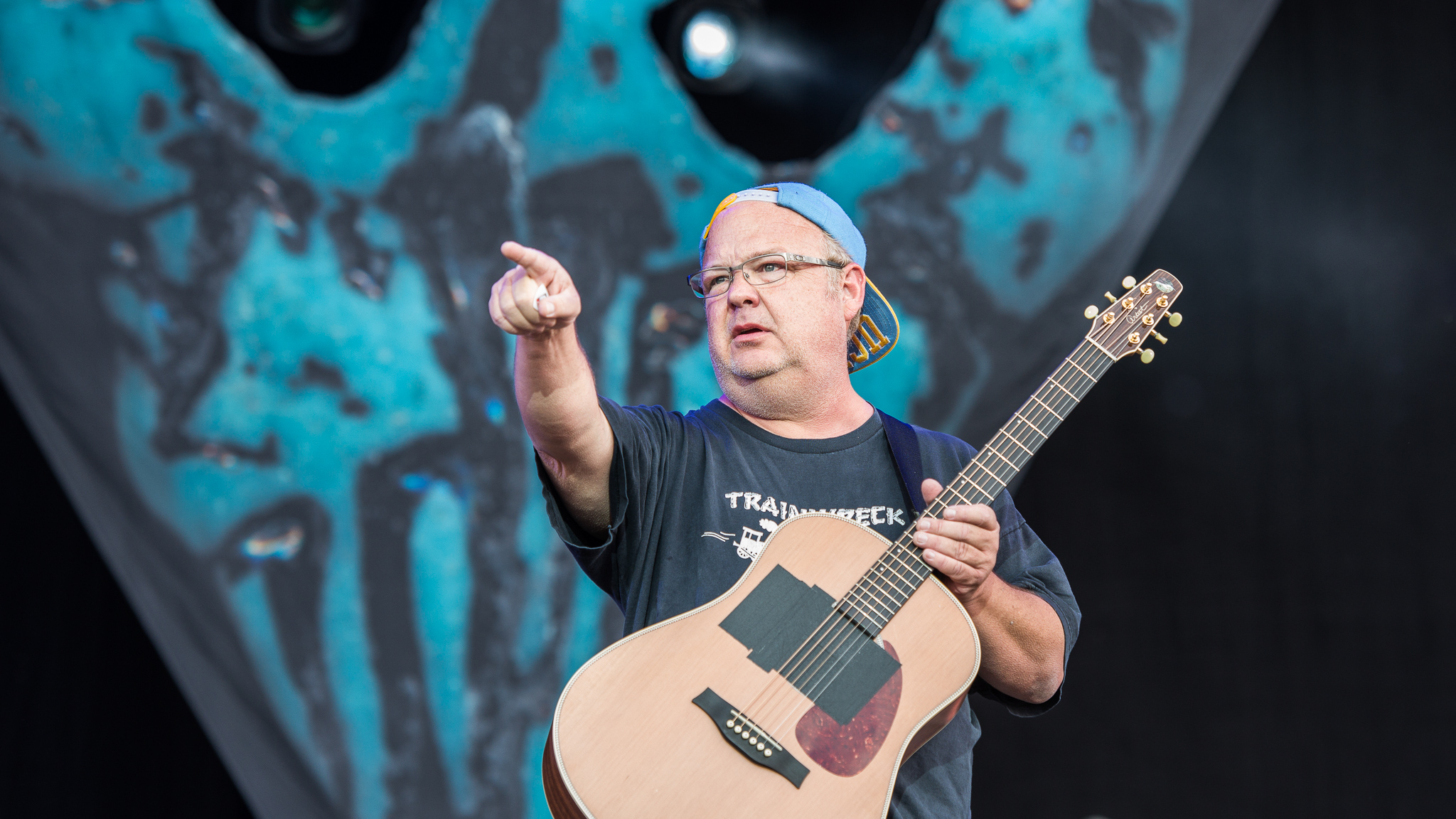
Kyle Gass beim Rock im Park 2016

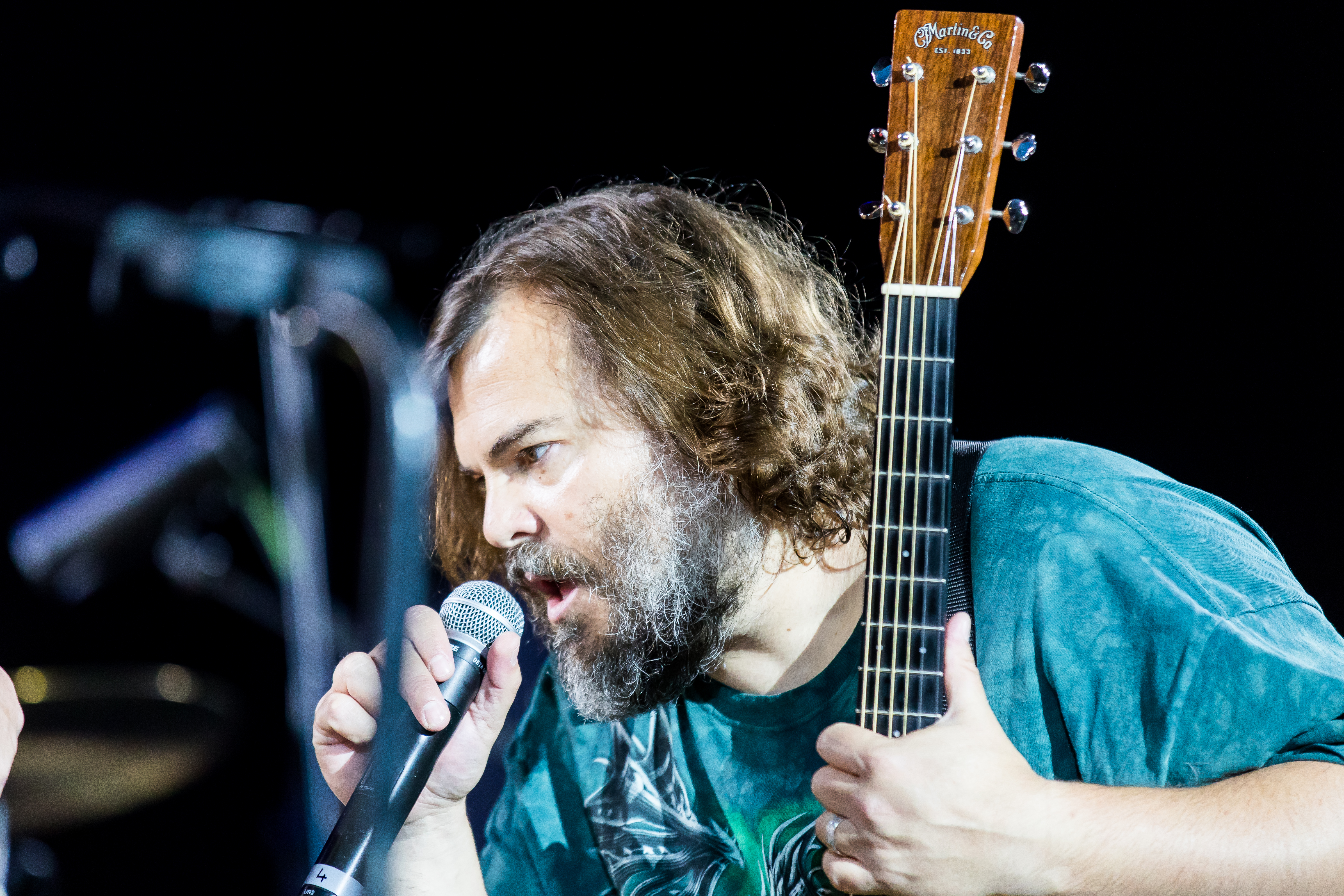
Jack Black beim Rock am Ring 2016

Das erste Album Tenacious D wurde im Jahr 2001 veröffentlicht und von den Dust Brothers produziert. Da Tenacious D eigentlich nur als Duo auftrat, wurde für die Produktion des Albums eine Band zusammengestellt, die u. a. aus folgenden Personen bestand:
- Dave Grohl (Bandleader der Foo Fighters und Schlagzeuger bei Nirvana und Them Crooked Vultures) an Schlagzeug und Gitarre
- Page McConnell (von Phish) an den Keyboards
- Warren Fitzgerald (von den Vandals) an der (Lead-)Gitarre
- Steve McDonald (von der US-Punk-Band Red Kross) am Bass
- Josh Homme (von Queens of the Stone Age, Them Crooked Vultures, Kyuss und Eagles of Death Metal) an der Gitarre

Viele der Musiker begleiteten Tenacious D bei einigen Liveauftritten im Fernsehen.
Ihr Song Tribute war 2002 das meistgewünschte Musikvideo beim britischen Musiksender Kerrang TV, auch wenn er nicht überall als Single veröffentlicht wurde. Der Song ist eine Widmung (Tribute) an den besten Song der Welt, den sie aber leider vergessen haben. Dabei scheint die Originalversion (im Laufe der Jahre wurde das Lied mehrfach verändert) stark auf das Lied Stairway to Heaven von Led Zeppelin als „besten Song der Welt“ hinzuweisen, da viele Melodien bzw. Gitarrenparts ähnlich sind.
In ihrem Film Kings of Rock – Tenacious D kämpfen sie gegen den Teufel in einem so genannten Rock-Off. Dieser Jam wird am Ende des Films als der „beste Song der Welt“ gewürdigt und referiert somit auf Tribute, das rückwirkend dem Jam gewidmet ist. Der Film beantwortet somit die Frage nach der Begebenheit, die Tribute zu Grunde liegt.
2010 versuchten Anhänger der Band den Song Tribute – acht Jahre nach der Erstveröffentlichung – durch Absprachen im Internet erneut in die Charts zu bringen. Auslöser dafür war, dass der kommende Sieger von Deutschland sucht den Superstar nicht an die Spitze der Hitliste gelangen sollte. Damit das alte Lied jedoch überhaupt für die Charts zugelassen worden wäre, hätte das Label Sony es neu anmelden müssen. Da Sony allerdings auch für die Veröffentlichung der DSDS-Sieger zuständig ist, verzichtete die Firma darauf. Stattdessen wurde für diese Aktion Stairway to Heaven von Led Zeppelin ausgesucht, auf das sich Tribute bezieht.
Der rote Teufel in Kings of Rock und Tribute wird jeweils von Dave Grohl gespielt. Am Ende des Videos zu Tribute laufen Ben Stiller (ebenfalls in Pick of Destiny) und Liam Lynch, der Regisseur des Videos, vor dem Aufnahmestudio durch das Bild.
Zwei weitere der bekanntesten Songs dieser Band sind Wonderboy (mit einem Video unter der Regie von Spike Jonze) und Fuck Her Gently.

### Weitere Veröffentlichungen

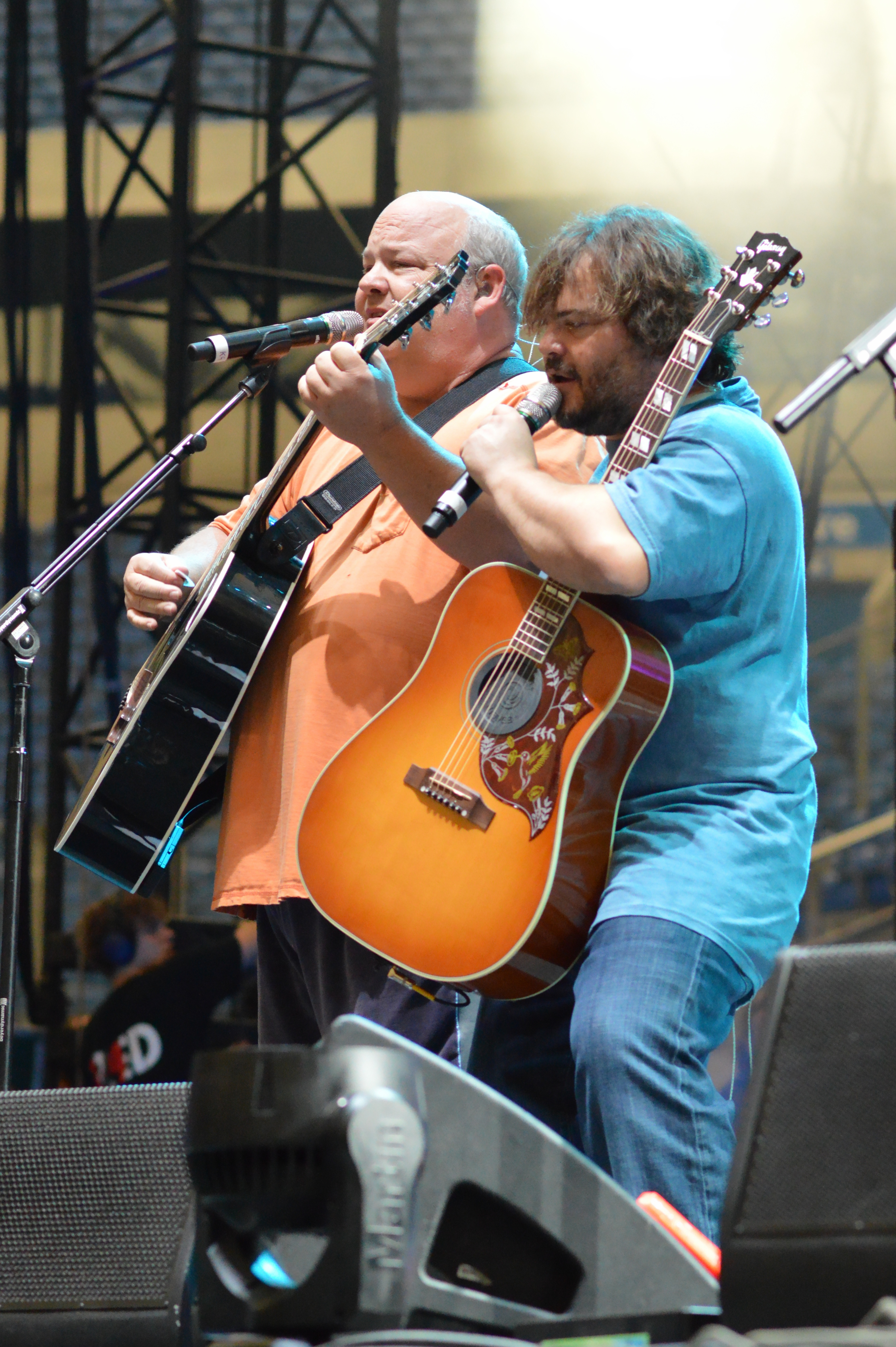
Tenacious D beim Rock im Pott 2013

Tenacious D veröffentlichte 2003 eine Doppel-DVD mit dem Namen Tenacious D – The Complete Masterworks. Auf einer der beiden DVDs sind ein Live-Konzert in der Brixton Academy (London) und mehrere HBO-Folgen enthalten. Auf der zweiten DVD sind verschiedene Fernsehauftritte, Kurzfilme und Musikvideos enthalten.
Am 8. Februar 2007 kam der Film Kings of Rock – Tenacious D (OT: Tenacious D in „The Pick of Destiny“) in die deutschen Kinos. Regie führte, wie auch bei einigen Videos und Kurzfilmen von Tenacious D, Liam Lynch. Produziert wurde der Film von Ben Stiller. Der Soundtrack erschien als Album am 17. November in Amerika. In Deutschland kam er am 9. Februar 2007 in die Plattenläden. Neben KG und JB sind auch Dave Grohl (Drums, Gesang bei Beelzeboss), Ronnie James Dio und Meat Loaf (beide Gesang bei Kickapoo) zu hören.
Die weiteren Musiker für das zweite Album bzw. den Live-Auftritten sind:
- John Konesky (von Trainwreck) an der Gitarre
- John Spiker (von Trainwreck und Filter) am Bass
- Brooks Wackerman (von Bad Religion) am Schlagzeug

Am 7. November 2008 erschien in Deutschland die Doppel-DVD „Tenacious D – The Complete Masterworks 2“, die ein komplettes Livekonzert, welches in Seattle aufgenommen wurde, sowie einige Dokumentationen und Musikvideos enthält.
Im Mai 2012 folgte das dritte Album „Rize of the Fenix“, welches bereits im Juni 2012 das meistverkaufte Album der Bandgeschichte ist. Thematisch befasst es sich vor allem damit, dass sich die Band nach dem kommerziell schlechten Album „Pick of Destiny“ wie ein Phönix aus der Asche erhebt und stärker ist als je zuvor. Die Mitglieder der Band sind dieselben, wie bei dem vorherigen Album, jedoch spielt Dave Grohl bei einigen Liedern das Schlagzeug.
Laut der Band wurde Rize of the Fenix mit einem Budget von 600 US-Dollar (ca. 500 €) in der Garage eines Freundes aufgenommen und eingespielt.
Es folgt eine Welttournee, die die Band unter anderem auch zu den Festivals Rock am Ring und Rock im Park führte. Außerdem spielte sie als direkte Vorgruppe von System of a Down bei der Premiere des Rock’n’Heim-Festivals auf der Mainstage.
Im Herbst 2012 veröffentlichte die Band ein Album mit dem Titel Simply Jazz, welches nur einen Song beinhaltet, welcher ebenfalls mit Simply Jazz betitelt ist, dieses Album erschien lediglich als Download und Maxisingle als Vinylschallplatte, welche auf 1000 Stück limitiert war. Den Song Simply Jazz haben sie auf einigen Konzerten der Rize-of-the-Fenix-Tour angespielt und damit promotet.
2013 kamen Tenacious D zum ersten Mal nach Österreich auf das Frequency-Festival.
2014 coverten sie das Lied The Last in Line vom gleichnamigen Album der Band Dio. Es wird auf dem Ronnie-James-Dio-Tributealbum This Is Your Life veröffentlicht. 2015 haben sie für dieses Lied einen Grammy in der Kategorie Best Metal Performance gewonnen.
Am 27. November 2015 wurde das Livealbum Tenacious D Live als LP veröffentlicht und am 15. Januar 2016 auch digital verfügbar gemacht. Es enthält Aufnahmen von Konzerten der Tour 2012 und 2013 aus Berlin, Kopenhagen und Morrison, CO.
Am 2. November 2018 erschien das vierte Studioalbum von Tenacious D. Es trägt den Titel Post-Apocalypto und ist angelehnt an die fünfteilige YouTube-Serie Tenacious D in Post-Apocalypto, deren Folgen im Zeitraum vom 28. September 2018 bis zum 25. Oktober 2018 veröffentlicht wurden.
Das Bandprojekt ist derzeit von Black auf unbestimmte Zeit auf Eis gelegt worden, nachdem sich Gass bei einer Show in Sydney einen Witz über das Attentat auf Donald Trump am 14. Juli 2024 geleistet hatte.

## Filme
- 2007: Kings of Rock – Tenacious D

## Gastauftritte
Kyle Gass spielt bei der Band Trainwreck Gitarre bzw. singt unter dem Pseudonym Klip Calhoun.
Weiterhin traten Tenacious D in vielen Musikvideos auf, hier eine kleine Auswahl:
- Foo Fighters – Learn to Fly
- Foo Fighters – Low (Black)
- Ronnie James Dio – Push
- Good Charlotte – Lifestyle of the Rich and the Famous (Gass als Ankläger)
- Eagles of Death Metal – I Want You so Hard (Black)
- Beck – Sexx Laws (Black)
- Foo Fighters – The One

## Diskografie

### Studioalben
| Jahr | Titel               | Höchstplatzierung, Gesamtwochen, AuszeichnungChartplatzierungen (Jahr, Titel, Platzierungen, Wochen, Auszeichnungen, Anmerkungen) | Höchstplatzierung, Gesamtwochen, AuszeichnungChartplatzierungen (Jahr, Titel, Platzierungen, Wochen, Auszeichnungen, Anmerkungen) | Höchstplatzierung, Gesamtwochen, AuszeichnungChartplatzierungen (Jahr, Titel, Platzierungen, Wochen, Auszeichnungen, Anmerkungen) | Höchstplatzierung, Gesamtwochen, AuszeichnungChartplatzierungen (Jahr, Titel, Platzierungen, Wochen, Auszeichnungen, Anmerkungen) | Höchstplatzierung, Gesamtwochen, AuszeichnungChartplatzierungen (Jahr, Titel, Platzierungen, Wochen, Auszeichnungen, Anmerkungen) | Anmerkungen                              |
| Jahr | Titel               | DE | AT | CH | UK | US | Anmerkungen                              |
| ---- | ------------------- | --- | --- | --- | --- | --- | ---------------------------------------- |
| 2001 | Tenacious D         | DE96 Gold · (1 Wo.)DE | AT— GoldAT | CH91 (1 Wo.)CH | UK38 Platin · (44 Wo.)UK | US33 ×2Doppelplatin · (43 Wo.)US                                                                                                  | Erstveröffentlichung: 25. September 2001 |
| 2006 | The Pick of Destiny | DE47 (3 Wo.)DE | AT64 Gold · (4 Wo.)AT | CH82 (1 Wo.)CH | UK10 Gold · (8 Wo.)UK | US8 (13 Wo.)US | Erstveröffentlichung: 14. November 2006  |
| 2012 | Rize of the Fenix   | DE5 (15 Wo.)DE | AT2 (15 Wo.)AT | CH4 (11 Wo.)CH | UK2 Silber · (5 Wo.)UK | US4 (10 Wo.)US | Erstveröffentlichung: 11. Mai 2012       |
| 2018 | Post-Apocalypto     | DE30 (1 Wo.)DE | AT19 (2 Wo.)AT | CH21 (1 Wo.)CH | UK47 (1 Wo.)UK | US93 (1 Wo.)US | Erstveröffentlichung: 2. November 2018   |

### Livealben
- 2015: Tenacious D Live

### EPs
- 2002: D Fun Pak
- 2012: Jazz

### Singles
| Jahr | Titel Album             | Höchstplatzierung, Gesamtwochen, AuszeichnungChartplatzierungen (Jahr, Titel, Album, Platzierungen, Wochen, Auszeichnungen, Anmerkungen) | Höchstplatzierung, Gesamtwochen, AuszeichnungChartplatzierungen (Jahr, Titel, Album, Platzierungen, Wochen, Auszeichnungen, Anmerkungen) | Anmerkungen                                                              |
| Jahr | Titel Album             | UK | US | Anmerkungen                                                              |
| ---- | ----------------------- | --- | --- | ------------------------------------------------------------------------ |
| 2001 | Tribute Tenacious D     | UK84 Platin · (2 Wo.)UK | — | Erstveröffentlichung: 11. Februar 2001 stieg erst 2012 in die Charts ein |
| 2001 | Wonderboy Tenacious D   | UK34 (2 Wo.)UK | — | Erstveröffentlichung: 25. September 2001                                 |
| 2006 | POD The Pick of Destiny | UK24 (6 Wo.)UK | US78 (1 Wo.)US | Erstveröffentlichung: 30. Oktober 2006                                   |

Weitere Singles
- 2001: Fuck Her Gently (UK: Silber)
- 2012: Rize of the Fenix
- 2012: Jazz
- 2019: Don’t Blow It, Kage
- 2020: 5 Needs
- 2020: Time Warp
- 2024: Baby One More Time (Original: Britney Spears)

### Videoalben
| Jahr | Titel                       | Höchstplatzierung, Gesamtwochen, AuszeichnungChartplatzierungen (Jahr, Titel, Platzierungen, Wochen, Auszeichnungen, Anmerkungen) | Höchstplatzierung, Gesamtwochen, AuszeichnungChartplatzierungen (Jahr, Titel, Platzierungen, Wochen, Auszeichnungen, Anmerkungen) | Anmerkungen                            |
| Jahr | Titel                       | UK | US | Anmerkungen                            |
| ---- | --------------------------- | --- | --- | -------------------------------------- |
| 2003 | The Complete Master Works   | UK3 Platin · (27 Wo.)UK | US2 ×6Sechsfachplatin · (… Wo.)US                                                                                                 | Erstveröffentlichung: 4. November 2003 |
| 2008 | The Complete Master Works 2 | UK21 (3 Wo.)UK | US2 (… Wo.)US | Erstveröffentlichung: 4. November 2008 |

### Musikvideos
- 2001: Wonderboy
- 2001: Fuck Her Gently
- 2002: Tribute
- 2006: P.O.D.
- 2006: Classico
- 2012: To Be the Best
- 2012: Rize of the Fenix
- 2012: Roadie
- 2012: Low Hangin Fruit
- 2012: Rock Is Dead

## Auszeichnungen für Musikverkäufe
| Silberne Schallplatte - Vereinigtes Königreich - 2024: für das Lied Kickapoo Goldene Schallplatte - Australien - 2002: für das Album Tenacious D - Neuseeland - 2021: für das Album Tenacious D | Platin-Schallplatte - Australien - 2002: für die Single Tribute - Neuseeland - 2016: für die Single Tribute |

Anmerkung: Auszeichnungen in Ländern aus den Charttabellen bzw. Chartboxen sind in ebendiesen zu finden.
| Land/RegionAuszeichnungen für Musikverkäufe (Land/Region, Auszeichnungen, Verkäufe, Quellen) | Silber     | Gold     | Platin       | Verkäufe  | Quellen           |
| -------------------------------------------------------------------------------------------- | ---------- | -------- | ------------ | --------- | ----------------- |
| Australien (ARIA)                                                                            | —          | Gold1    | Platin1      | 105.000   | aria.com.au       |
| Deutschland (BVMI)                                                                           | —          | Gold1    | —            | 100.000   | musikindustrie.de |
| Neuseeland (RMNZ)                                                                            | —          | Gold1    | Platin1      | 22.500    | radioscope.co.nz  |
| Österreich (IFPI)                                                                            | —          | 2× Gold2 | —            | 35.000    | ifpi.at           |
| Vereinigte Staaten (RIAA)                                                                    | —          | —        | 8× Platin8   | 2.600.000 | riaa.com          |
| Vereinigtes Königreich (BPI)                                                                 | 3× Silber3 | Gold1    | 3× Platin3   | 1.510.000 | bpi.co.uk         |
| Insgesamt                                                                                    | 3× Silber3 | 6× Gold6 | 13× Platin13 |           |                   |